# Tak miało być
Tak miało być – polski serial obyczajowy w reżyserii Agnieszki Trzos. Serial kręcono w Podkowie Leśnej.

## Opis fabuły
Serial opowiada o trójce rodzeństwa mieszkającym w małym miasteczku – Ewie (i jej mężu Mirku), Misi i Jędrku, którzy zamieszkują w jednym domu z wujkiem Tadzikiem, mającym problemy alkoholowe. Rodzina stara się wrócić do siebie po śmierci Tatiany, matki trójki bohaterów. Rodzeństwo mierzy się z codziennymi problemami, jakie stawia przed nimi życie.

## Obsada
- Magdalena Czerwińska – Ewa Lesiak
- Jakub Przebindowski – Mirek Lesiak, mąż Ewy
- Anna Brulińska – Misia Bilska
- Adam Graczyk – Jędrzej Bilski
- Emilian Kamiński – wuj Tadzik
- Małgorzata Socha – Anita Patyk
- Elżbieta Jarosik – pani Ania
- Przemysław Kaczyński – Jarek Sieczkowski, pracownik stacji benzynowej
- Andrzej Młynarczyk – Marek
- Tomasz Mandes – Krzysiek
- Ksawery Szlenkier – Bartek Buras
- Paweł Koślik – Zbyszek
- Lech Łotocki – Adam Rogalski
- Agnieszka Drumińska – Basia, przyjaciółka Ewy
- Dorota Zięciowska – kuracjuszka Zuzanna Kuś
- Stanisław Penksyk – Siłecki, ojciec Arka
- Hanna Dunowska – Siłecka
- Tomasz Gut – Arek Siłecki
- Adam Szarek – Sylwek Feliksiak
- Maja Barełkowska – matka Sylwka
- Alina Chechelska-Płoskonka – Sieczkowska, matka Jarka
- Grzegorz Emanuel – Henio
- Sebastian Domagała – Kacper, pracownik stacji benzynowej
- Zdzisław Rychter – pan Jan, „złota rączka”
- Mieczysław Morański – Czesio
- Katarzyna Cynke – Alicja
- Agata Stawarz – Jola
- Małgorzata Piskorz – Ola
- Magdalena Karel – Hanka
- Szymon Kuśmider – Daniel, wnuk kuracjuszki
- Paweł Galia – Zygmunt
- Karolina Nolbrzak – Natalia
- Aleksander Machalica – kontroler Ziółkowski
- Maria Gładkowska – Elżbieta Zawilska, dyrektorka sanatorium
- Jerzy Słonka – listonosz
- Bartłomiej Magdziarz – Filip, kolega Jędrka
- Andrzej Walden – starszy pan wypożyczający książkę w bibliotece
- Łukasz Sikora – Mateusz
- Antoni Małolepszy – Jaś, syn Basi
- Renata Kretówna – dyrektorka Ewy
- Małgorzata Prażmowska – kuracjuszka Jadwiga